# Лунка Ларга (Околиш)
Лунка Ларга (рум. Lunca Largă) насеље је у Румунији у округу Алба у општини Околиш. Oпштина се налази на надморској висини од 656 m.

## Становништво
Према подацима из 2002. године у насељу је живело 88 становника, од којих су сви румунске националности.